# Ambassade du Bangladesh en France
L'ambassade du Bangladesh en France est la représentation diplomatique de la république populaire du Bangladesh auprès de la République française. Elle est située 109, avenue Henri-Martin dans le 16e arrondissement de Paris, la capitale du pays. Son ambassadeur est, depuis 2021,  Khondker M. Talha (en).
Auparavant, l'ambassade possédait un bâtiment 39, rue Erlanger.

## Liste des ambassadeurs
| De   | À    | Ambassadeur              |
| ---- | ---- | ------------------------ |
| 1972 | 1976 | Abul Fateh (en)          |
| 1976 | 1980 | Khwaja Wasiuddin (en)    |
| 1980 | 1983 | Abdul Momin              |
| 1983 | 1986 | Mohammad Abdur Rahman    |
| 1986 | 1987 | A. Majeed Khan (en)      |
| 1988 | 1990 | Tozammel Tony Huq (en)   |
| 1991 | 1996 | K. M. Shehabuddin (en)   |
| 1996 | 1998 | Tufail Karim Haider (en) |
| 1988 | 2001 | Syed Muazzem Ali (en)    |
| 2001 | 2005 | Jahangir Saadat          |
| 2005 | 2007 | Mahmood Hasan            |
| 2007 | 2008 | Md. Ruhul Amin           |
| 2008 | 2012 | Enamul Kabir             |
| 2012 | 2017 | M Shahidul Islam (en)    |
| 2017 | 2021 | Kazi Imtiaz Hossain (en) |
| 2021 | auj. | Khondker M. Talha (en)   |

### Autres références
1. ↑  Ambassade du Bangladesh en France.